# حقوق به‌نژادگر گیاهی
حقوق به‌نژادگر گیاهی (به انگلیسی: Plant breeders' rights) که به عنوان حقوق واریته گیاهی (به انگلیسی: Plant variety rights) نیز شناخته می‌شود، حقوقی است که در مکان‌های خاصی به بهنژادی رقم جدیدی از گیاه اعطا می‌شود که به به‌نژادگر کنترل انحصاری بر مواد تکثیر (از جمله بذر، قلمه، تقسیم کشت بافت) و مواد برداشت‌شده (گل‌های شاخه‌بریده، میوه، شاخ و برگ) از یک رقم جدید برای چند سال) می‌دهد.
با این حقوق، به‌نژادگر می‌تواند انتخاب کند که بازاریاب انحصاری آن رقم شود یا مجوز رقم را به دیگران بدهد. به منظور واجد شرایط بودن برای این حقوق انحصاری، یک رقم باید دارای ویژگی‌های جدید، متمایز، یکنواخت و پایدار باشد. رقم عبارت است از:
- جدید (new) در صورتی که بیش از یک سال در کشور مورد حمایت تجاری نشده باشد.
- متمایز (distinct) است اگر با تمام گونه‌های شناخته‌شده دیگر با یک یا چند ویژگی گیاهی مهم، مانند قد، بلوغ، رنگ و غیره متفاوت باشد.
- یکنواخت (uniform) اگر خصوصیات گیاه از گیاهی به گیاه دیگر در واریته سازگار باشد.
- اگر ویژگی‌های گیاه از نظر ژنتیکی ثابت باشد و بنابراین از نسلی به نسل دیگر یا پس از یک چرخه تولیدمثلی برای واریته‌های دورگه ثابت بماند، پایدار (stable) است.

به‌نژادگر همچنین باید به رقم یا واریته یک «نام» قابل قبولی بدهد که به نام عمومی آن تبدیل می‌شود و باید توسط هر کسی که واریته را به بازار عرضه می‌کند به کار رود.